# Kylämän lammet
Kylämän lammet este o arie protejată (arie specială de conservare — SAC, sit de importanță comunitară — SCI, arie de protecție specială avifaunistică — SPA) din Finlanda întinsă pe o suprafață de 68 ha, integral pe uscat.

## Localizare
Centrul sitului Kylämän lammet este situat la coordonatele 61°36′59″N 25°02′45″E / 61.6164°N 25.0458°E.

## Înființare
Situl Kylämän lammet a fost declarat sit de importanță comunitară în august 1998 pentru a proteja 5 specii de animale. Alte tipuri de protecție:
- arie de protecție specială avifaunistică (în august 1998)[2]
- arie specială de conservare (în aprilie 2015)[1][3][4]

## Biodiversitate
Situată în ecoregiunea boreală, aria protejată conține 3 habitate naturale: Lacuri și iazuri distrofice naturale, Mlaștini turboase de tranziție și turbării mișcătoare, Mlaștini împădurite.
La baza desemnării sitului se află mai multe specii protejate de  păsări (5): cocoșul de mesteacăn (Bonasa bonasia), Emberiza rustica, cufundar polar (Gavia arctica), cufundar mic (Gavia stellata), cocor (Grus grus).
Pe lângă speciile protejate, pe teritoriul sitului au mai fost identificate 1 specie de păsări.